# Glaciar Leones
El glaciar Leones está ubicado al margen oriente del Campo de Hielo Norte en la Región de Aysén de Chile. El inventario público de glaciares de Chile 2022 lo califica como glaciar efluente con una superficie de 59,8 km².